# Aleurotrachelus multipapillus
Aleurotrachelus multipapillus là một loài côn trùng cánh nửa trong họ Aleyrodidae, phân họ Aleyrodinae.
Aleurotrachelus multipapillus được Singh miêu tả khoa học đầu tiên năm 1932.